# Евпраксинский сельсовет
Евпра́ксинский сельсове́т — сельское поселение в Приволжском районе Астраханской области. 
Административный центр — село Евпраксино.

## История
Евпраксинский сельский Совет образован в 1918 году на основании решения Астраханского губернского съезда рабочих, солдатских, крестьянских и ловецких депутатов. Из протокола административной комиссии от 1 апреля 1922 года видно, что Евпраксинский сельский Совет объединился с Килинчинским сельским Советом.                 .
В 1925 году Евпраксинский сельский Совет был создан вновь.   
6 августа 2004 года в соответствии с Законом Астраханской области № 43/2004-ОЗ установлены границы муниципального образования, сельсовет наделен статусом сельского поселения.

## Население
| 2010  | 2012  | 2013  | 2014  | 2015  | 2016  | 2017  |
| ----- | ----- | ----- | ----- | ----- | ----- | ----- |
| 2466  | ↗2528 | ↘2519 | ↘2512 | ↗2586 | ↘2535 | ↗2536 |
| 2018  | 2019  | 2020  | 2021  |       |       |       |
| →2536 | ↘2525 | ↘2483 | ↗2561 |       |       |       |

## Состав сельского поселения
| № | Населённый пункт | Тип населённого пункта       | Население |
| - | ---------------- | ---------------------------- | --------- |
| 1 | Весёлая Грива    | село                         | ↗290      |
| 2 | Водяновка        | село                         | ↗797      |
| 3 | Евпраксино       | село, административный центр | ↗1379     |